# 알렉산드리아의 카타리나

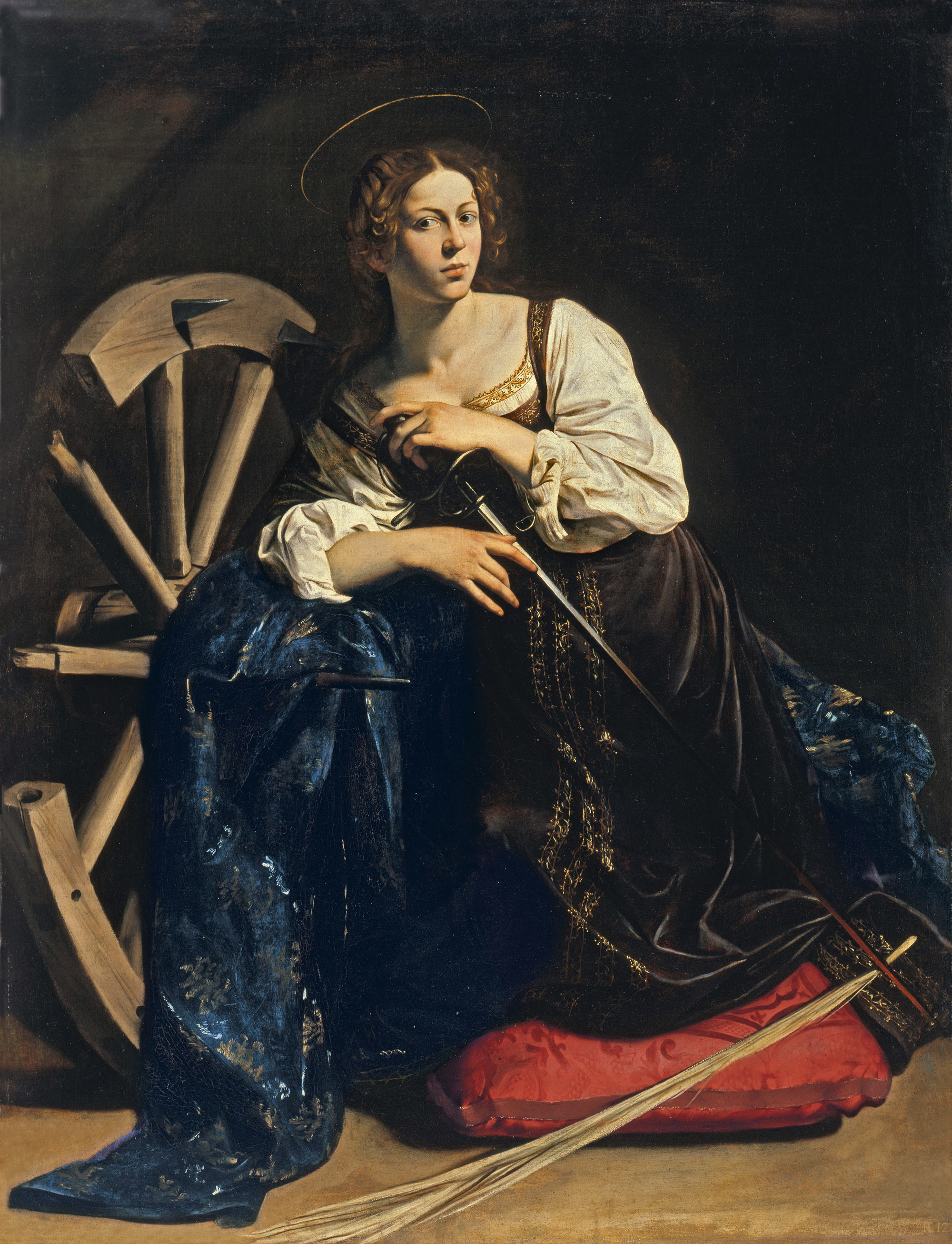
성녀 카타리나

알렉산드리아의 카타리나(그리스어: Αγία Αικατερίνη της Αλεξάνδρειας, 287년 - 305년)는 4세기 이집트의 알렉산드리아에서 활동한 동정녀 순교자이자 14성인 가운데 한 사람이다. 순교 연대는 로마 황제 막센티우스의 기독교 박해 기간 도중이다. 기독교의 성인으로서, 축일은 11월 25일이다. 카타리나는 ‘순수’를 뜻하는 그리스어에서 유래한 이름이다. 회화에서는 주로 호화로운 옷을 입고 책을 읽는 젊은 공주로 묘사된다. 상징물은 못이 박힌 바퀴·칼·신비의 결혼 반지이며, 연설자·철학자·공증인·재봉사·모자 제조자·실 잣는 사람·짐마차 제조자·보모·유모의 수호 성녀이다.

## 행적
알렉산드리아의 카타리나에 대해서는 전설적인 이야기가 전해져 온다. 《황금전설》에 따르면, 카타리나는 젊고 아리따운 그리스도인으로 코스투스 왕의 외동딸이었으며 그리스도인을 박해하는 로마 황제 막센티우스와 대립했다. 그녀를 설득하여 로마의 신들에게 제물을 바치게 하는 데 실패한 막센티우스는 현자들을 보내 그녀를 회유하도록 했다. 50명의 철학자들과 웅변가들이 그녀를 찾아가 위협도 하고 달래기도 하면서 갖은 감언이설로 예수 그리스도에 대한 신앙을 단념하도록 설득했다. 그러나 되려 카타리나는 그들의 주장을 조목조목 반박하여 오히려 그들을 기독교야말로 진리임을 인정시켜 개종시키게 만들었다. 이 일로 황제는 크게 분노하여 개종한 현자들을 모두 화형에 처해 버렸다. 그리고 카타리나는 굶어 죽도록 감옥에 투옥되었다.
이후 12일 동안 그리스도가 카타리나에게 비둘기를 보내 음식을 가져다 주었다. 그러자 막센티우스는 카타리나에게 사형을 언도하여 많은 못이 박힌 바퀴를 돌리면서 그녀의 몸을 잘라 죽이려고 했으나 그녀가 두 손을 맞잡고 기도하자 천사가 하늘에서 검을 들고 내려와 카타리나의 몸을 갈가리 찢으려던 바퀴를 부서버려 목숨을 부지했다. 부서진 바퀴의 파편들은 몰려오던 구경꾼들에게 날아가 많은 사람들이 죽었다. 결국 카타리나는 참수되었으며 참수된 목에서는 피 대신 우유가 흘러나왔다. 카타리나의 시신은 나중에 천사가 회수하여 하얀 수의에 감긴 채 시나이산으로 운구되었다고 하며, 이곳에 동방정교회의 수도원인 성녀 가타리나 수도원 세워졌다.
카타리나에 대한 공경은 10세기부터 시작되었으며, 또한 그녀는 잔 다르크에게 충고를 하던 성인 가운데 한 사람이기도 하다.

## 같이 보기
- 세 대성당